# Gullegem Koerse
La Gullegem Koerse és una cursa ciclista d'un sol dia belga que es disputa a Gullegem, al municipi de Wevelgem (Flandes Occidental).

## Palmarès
| Any  | Vencedor                | Segon                    | Tercer                   |
| ---- | ----------------------- | ------------------------ | ------------------------ |
| 1942 | Marcel Kint             | Albert Decin             | Karel Kaers              |
| 1945 | Albert Decin            | Briek Schotte            | Roger Cnockaert          |
| 1946 | Ernest Sterckx          | Briek Schotte            | Sylvain Grysolle         |
| 1947 | Roger Cnockaert         | Emmanuel Thoma           | Louis Brusselmans        |
| 1948 | Emmanuel Thoma          | Henri Bauwens            | Stan Ockers              |
| 1949 | André Declerck          | Marcel Kint              | André Maelbrancke        |
| 1950 | Valère Ollivier         | Briek Schotte            | Albert Ramon             |
| 1951 | Karel Leysen            | Emmanuel Thoma           | Maurice Mollin           |
| 1952 | César Marcelak          | Maurice Joye             | Emmanuel Thoma           |
| 1953 | René Daelman            | Henri Denys              | Germain Derycke          |
| 1954 | Omer Braekevelt         | Lucien Honoré Victor     | André Noyelle            |
| 1955 | Willy Truye             | Gilbert Desmet           | René Mertens             |
| 1956 | Karel Clerckx           | Roger Devoldere          | Julien Schepens          |
| 1957 | Cyriel Van Bossel       | Noël Foré                | Maurice Meuleman         |
| 1958 | Gustave Van Vaerenbergh | Gilbert Desmet           | Marcel Ongenae           |
| 1959 | Jozef Van Bael          | Willy Vannitsen          | Piet Oellibrandt         |
| 1960 | Willy Truye             | Noël Foré                | Joseph Planckaert        |
| 1961 | Joseph Planckaert       | Romain Van Wynsberghe    | Daniel Doom              |
| 1962 | Marcel Ongenae          | André Messelis           | Frans Melckenbeeck       |
| 1963 | Marcel Seynaeve         | Jos Hoevenaers           | Louis Proost             |
| 1964 | André Messelis          | Emile Daems              | Etienne Vercauteren      |
| 1965 | Lionel Vandamme         | Georges Van Den Berghe   | Bernard Van De Kerckhove |
| 1966 | Georges Delvael         | Leon Gevaert             | Georges Van Den Berghe   |
| 1967 | Georges Vanconingsloo   | Walter Godefroot         | Roger Kindt              |
| 1968 | Eric Leman              | Bernard Van De Kerckhove | Walter Boucquet          |
| 1969 | Noël Vantyghem          | Ludo Vandromme           | André Hendryckx          |
| 1970 | André Dierickx          | Julien Gaelens           | Rudy Serruys             |
| 1971 | Eric Leman              | Noël Vantyghem           | Fernand Van Rymenant     |
| 1972 | Eddy Peelman            | Willy Van Neste          | Richard Bukacki          |
| 1973 | Frans Van Looy          | Fernand Van Rymenant     | Gerard Vianen            |
| 1974 | Ronald De Witte         | Urbain De Brauwer        | José Vanackere           |
| 1975 | Richard Bukacki         | Lucien De Brauwere       | Luc Leman                |
| 1976 | Daniel Verplancke       | Carlos Cuyle             | Eddy Cael                |
| 1977 | Patrick Lefevere        | Marc Meernhout           | Serge Vandaele           |
| 1978 | Gustaaf Van Roosbroeck  | Herman Van Springel      | Walter Dalgal            |
| 1979 | Carlos Cuyle            | Marc Demeyer             | Herman Van Springel      |
| 1980 | Dirk Baert              | Dirk Heirweg             | Ronny Vanmarcke          |
| 1981 | Marc Renier             | Andre Boonen             | Michel Demeyre           |
| 1982 | Alain Desaever          | Ludo Schurgers           | Eddy Van Hoof            |
| 1983 | Eddy Vanhaerens         | Bert Oosterbosch         | Adrie van Houwelingen    |
| 1984 | Willy Teirlinck         | Géry Verlinden           | Luc De Smet              |
| 1985 | José Vanackere          | Alfons De Wolf           | Luc Govaerts             |
| 1986 | Dirk Heirweg            | Jean-Luc Vandenbroucke   | Frank Verleyen           |
| 1987 | Marnix Lameire          | Hendrik Redant           | Rudy Pevenage            |
| 1988 | Roger Ilegems           | Werner Devos             | Gino De Backer           |
| 1989 | Marc Sprangers          | Willy Willems            | Jean-Marc Vandenberghe   |
| 1990 | Johan Devos             | Marco van der Hulst      | Peter Van Impe           |
| 1991 | Luc Colijn              | Rik Van Slycke           | Ivan Romanov             |
| 1992 | Rik Van Slycke          | Patrick Evenepoel        | Johan Melsen             |
| 1993 | Michel Cornelisse       | Jean-Pierre Heynderickx  | Niko Eeckhout            |
| 1994 | Wim Omloop              | Hans De Clercq           | Willy Willems            |
| 1995 | Wilfried Nelissen       | Jo Planckaert            | Jean-Pierre Heynderickx  |
| 1996 | Michel Cornelisse       | Jans Koerts              | Jo Planckaert            |
| 1997 | Hans De Meester         | Dany Baeyens             | Frank Høj                |
| 1998 | Geert Van Bondt         | Frank Høj                | Bart Heirewegh           |
| 1999 | Niko Eeckhout           | Saulius Ruškys           | Jo Planckaert            |
| 2000 | Nico Mattan             | Wim Omloop               | Geert Omloop             |
| 2001 | Roger Hammond           | Nico Mattan              | Bert Roesems             |
| 2002 | Peter Van Petegem       | Robbie McEwen            | Geert Omloop             |
| 2003 | Gino De Weirdt          | Kurt Van Landeghem       | Andrew Vancoillie        |
| 2004 | Steven Caethoven        | Stefan Adamsson          | Geert Omloop             |
| 2005 | Bart Vanheule           | Niko Eeckhout            | Ludo Dierckxsens         |
| 2006 | Christoph Roodhooft     | Dirk Clarysse            | Steven De Decker         |
| 2007 | Geert Omloop            | Glenn D'Hollander        | David Boucher            |
| 2008 | Bert De Backer          | Nico Kuypers             | Frank Dressler-Lehnhof   |
| 2009 | Wouter Weylandt         | Stefan van Dijk          | Roy Sentjens             |
| 2010 | Wouter Weylandt         | Greg Van Avermaet        | Arnoud van Groen         |
| 2011 | Philippe Gilbert        | Francesco Chicchi        | Aidis Kruopis            |
| 2012 | Matteo Trentin          | Guillaume Van Keirsbulck | Kenny Dehaes             |
| 2013 | Andrew Fenn             | Yves Lampaert            | Benjamin Verraes         |
| 2014 | Jonas Van Genechten     | Gianni Meersman          | Benjamin Verraes         |
| 2015 | Kris Boeckmans          | Benjamin Verraes         | Greg Van Avermaet        |
| 2016 | Greg Van Avermaet       | Yves Lampaert            | Tosh Van der Sande       |
| 2017 | Yves Lampaert           | Julien Vermote           | Tim Declercq             |
| 2018 | Jürgen Roelandts        | Greg Van Avermaet        | Oliver Naesen            |
| 2019 | Yves Lampaert           | Michael Morkov           | Stan Dewulf              |
| 2021 | Stan Van Tricht         | Cériel Desal             | Pieter Serry             |
| 2022 | Remco Evenepoel         | Sasha Weemaes            | Jarne Van Grieken        |